# 科米涅
科米涅（法語：Comigne，法語發音：[kɔmiɲ] ⓘ）是法国奥德省的一个市镇，属于卡尔卡松区。

## 地理
科米涅（43°10'14"N, 2°34'53"E）面积9.24 平方千米，位于法国奧克西塔尼大區奥德省，该省份为法国南部沿海省份，北起塔恩省，西北接上加龙省，西接阿列日省，南至东比利牛斯省，东临地中海，东北与埃罗省接壤。
与科米涅接壤的市镇（或旧市镇、城区）包括：卡庞迪、杜藏、瓦勒德达涅。

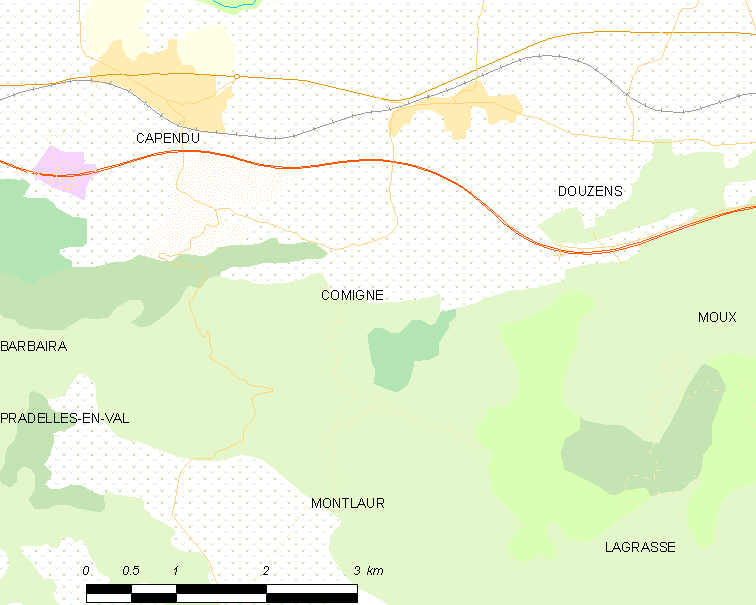
科米涅的OSM定位图

科米涅的时区为UTC+01:00、UTC+02:00（夏令时）。

## 行政
科米涅的邮政编码为11700，INSEE市镇编码为11095。

## 政治
科米涅所属的省级选区为亚拉里克山县。

## 人口

1962-2008年间科米涅人口变化图示

科米涅于2022年1月1日时的人口数量为329人。